# Estação Ángel Gallardo
A Estação Ángel Gallardo é uma das estações do Metro de Buenos Aires, situada em Buenos Aires, entre a Estação Medrano e a Estação Malabia - Osvaldo Pugliese. Faz parte da Linha B.
Foi inaugurada em 17 de outubro de 1930. Localiza-se no cruzamento da Avenida Corrientes com a Avenida Ángel Gallardo. Atende o bairro de Almagro.
Recebe seu nome em honra a Ángel Gallardo (1867 - 1937), que fora naturalista e ministro de relações exteriores da Argentina.
Se encontra nas proximidades do Parque Centenário, de uma das sedes da Faculdade de Ciências Sociais da Universidade de Buenos Aires e do Museu Argentino de Ciências Naturais Bernardino Rivadavia, também se encontra nas proximidades o Hospital Naval Pedro Mallo.

## Decoração
A estação possui três murais de 1991. Marcia Schvartz realizou um díptico formado por dos murais enfrentados: na plataforma sul a imagem de una mulher desnuda banhando-se em um rio, e na plataforma norte uma parede de anciãos viajando. Segundo sua autora, o objetivo de estas obras foi "dar-lhe ao pobre trabalhador um momento de solaz".
O terceiro mural é Flores de mi país de Margarita Paksa